# Аеліто, не приставай до чоловіків
«Аеліто, не приставай до чоловіків» (рос. «Аэлита, не приставай к мужчинам») — російський радянський художній фільм 1988 року за мотивами п'єси  Едварда Радзинського «Приємна жінка з квіткою і вікнами на північ…».

## Сюжет
Простодушна Аеліта завжди готова полюбити і виразити свою любов, щоб мати право страждати і жаліти: то дивного Апокіна, то шлюбного афериста Скамейкіна, то злодія і шулера Федю…

## У ролях
- Наталія Гундарева —  Аеліта
- Валентин Гафт —  Василь Іванович Скамейкін
- Олександр Кузнецов —  шулер Федя Сидоров
- Валентин Смирнитський —  Апокін
- Борис Щербаков —  інспектор
- Георгій Мартіросьян —  супутник актриси
- Ірина Шмельова —  профспілковий діяч
- Елла Некрасова —  епізод
- Алевтина Рум'янцева —  епізод
- Тамара Совчі —  епізод

## Знімальна група
- Автор сценарію: Станіслав Андрєєвський
- Режисер-постановник:  Георгій Натансон
- Оператори-постановники:  Сергій Вронський, Володимир М'ясников
- Художники-постановники:  Олександр Бойм,  Олександр Макаров
- Композитор:  Мікаел Тарівердієв
- Звукооператор:  Арнольд Шаргородський